# طين حراري

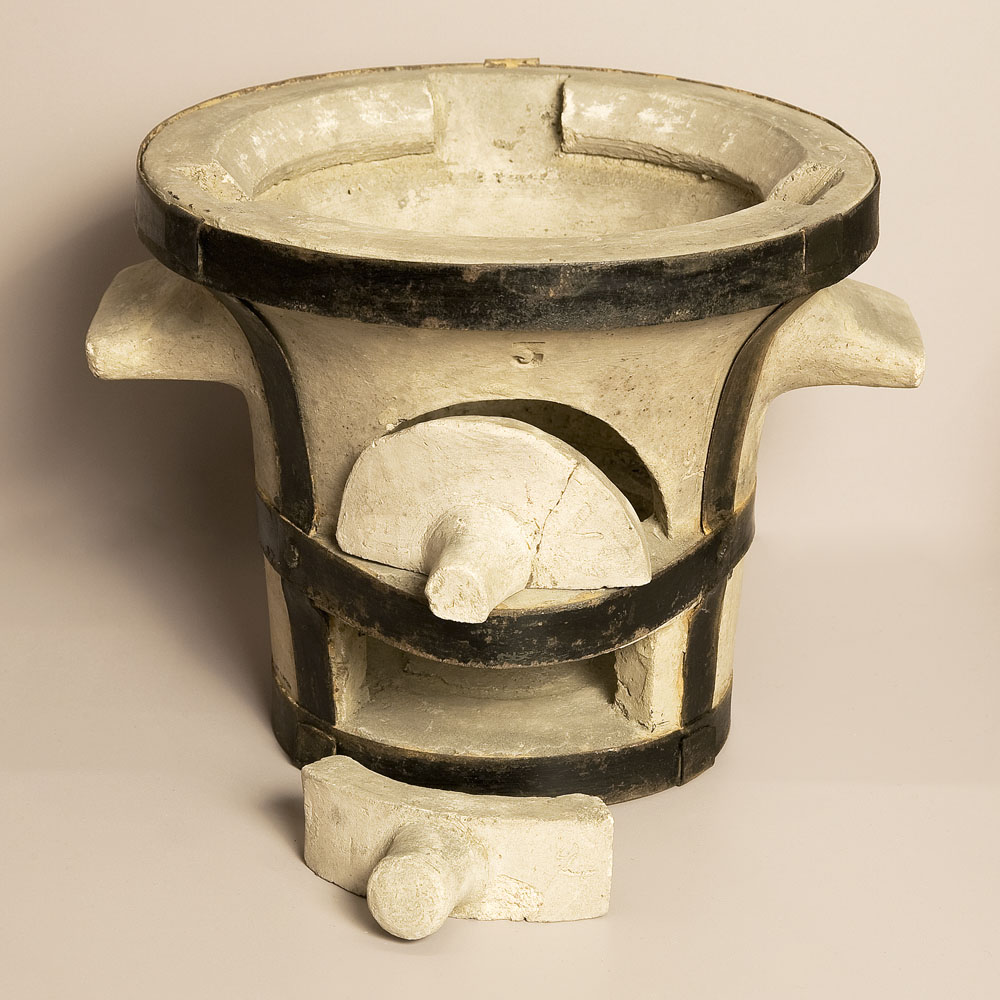
مجسم فرن مصنوع من الطين الحراري.

الطين الحراري أو الناري أو الطَّفْل الحراري هو صنف من أصناف الطين، أحد المواد الحرارية الأكثر تواجد في الطبيعة.

## خصائصه
- مقاومته للحرارة أكثر من 1600 قد تصل إلى 1775 درجة مئوية.
- لونه رمادي فاتح عند جفافه ورمادي داكن عند تبلله.
- يتواجد إثر جفاف زبد السيول الجارفة، عادة مدفون تحت بضع امتارمن التربة.
- يتكون بشكل أساسي من سيليكات الألومنيوم المائية (AL2O3 · 2SiO2 · 2H2O)
- كلما قللت السيليكا(السيليكا SiO2 تشكل 95 % من الرمل) وزادت الامنيوما AL2O3 فيه زادت مقاوته للحرارة

## استعملاته
- تشكيل الطوب الحراري فيستعملان معا لبناء افران صهرالمعادن من الالمينيوم،نحاس، خام الحديد،ذهب، فضة، رصاص،قصدير، التوتياء...الخ وبعض الخلائط كالبرونز والنحاس الأصفر...الخ
- تشكيل بواتق صهر المعادن
- صناعة السيراميك